# Torre Canal
Torre Canal és una masia de Gurb (Osona) inclosa a l'Inventari del Patrimoni Arquitectònic de Catalunya.

## Descripció
Edifici civil. Masia de planta rectangular amb la façana orientada a migdia. A la part esquerra hi ha una torre annexionada de quatre pisos i refeta recentment. La façana té un bonic portal dovellat amb una finestra al damunt, esculturada, al centre de la qual hi ha un escut amb àngels que el sostenen. Les motllures estan decorades amb soguejats i rostres d'infants, s'hi observen restes d'antiga policromia d'un color rogenc. Val a dir que la finestra, malgrat la filigrana de treball, no es conserva en gaire bon estat, ja que la pedra s'està assalinant. Al damunt hi ha un petit porxo amb baranes de fusta.
Està construït amb pedra i arrebossat al damunt, els elements de ressalt són de pedra. El mas està envoltat de dependències agrícoles.

## Història
Típica masia catalana de dimensions reduïdes de la que no es té cap notícia.